# Shari Kain
Pour les articles homonymes, voir Rodgers.
Shari Kain-Rodgers, née le 17 novembre 1962, est une triathlète et cycliste américaine championne du monde de Xterra Triathlon en 1999.

## Palmarès triathlon
Le tableau présente les résultats les plus significatifs (podium) obtenus sur le circuit international de triathlon depuis 1996.
| Année | Compétition                        | Pays       | Position           | Temps          |
| ----- | ---------------------------------- | ---------- | ------------------ | -------------- |
| 2002  | Championnat du monde Xterra - Maui | États-Unis | Médaille de bronze | 3 h 3 min 20 s |
| 1999  | Championnat du monde Xterra - Maui | États-Unis | Médaille d'or      | 2 h 27 min 0 s |
| 1996  | Championnat du monde Xterra - Maui | États-Unis | Médaille d'argent  | 3 h 5 min 5 s  |

## Palmarès cyclisme
- 1994-1995
  -  Championne des États-Unis de cyclo-cross[2]
- 1995-1996
  - 2e du championnat des États-Unis de cyclo-cross
- 1996-1997
  -  Championne des États-Unis de cyclo-cross
- 1999-2000
  - 3e du championnat des États-Unis de cyclo-cross